# Mangifera foetida
Mangifera foetida är en sumakväxtart som beskrevs av João de Loureiro. Mangifera foetida ingår i släktet Mangifera och familjen sumakväxter. IUCN kategoriserar arten globalt som livskraftig. Inga underarter finns listade i Catalogue of Life.